# Eda Brukshandel
Eda Brukshandel var en lanthandel vid Eda Glasbruk. AB Eda Brukshandel startades 1848 av Sara Margareta Lampa. Under de två första åren var Eda Brukshandel förlagd till Lamperud. 1850 flyttades Eda Brukshandel till herrgårdens östra flygel. I dessa lokaler hade Eda Brukshandel sin verksamhet fram till nedläggningen i oktober 2005. Nedläggningen berodde på den ökade konkurrensen av lågprisaffärer. Eda Brukshandel sålde under den senare perioden bland annat tobak, matvaror och porslin. Majoriteten av kunderna kom från Norge.